# Furcula cinerea
Furcula cinerea är en fjärilsart som beskrevs av Walker. Furcula cinerea ingår i släktet Furcula och familjen tandspinnare. Inga underarter finns listade i Catalogue of Life.

## Bildgalleri

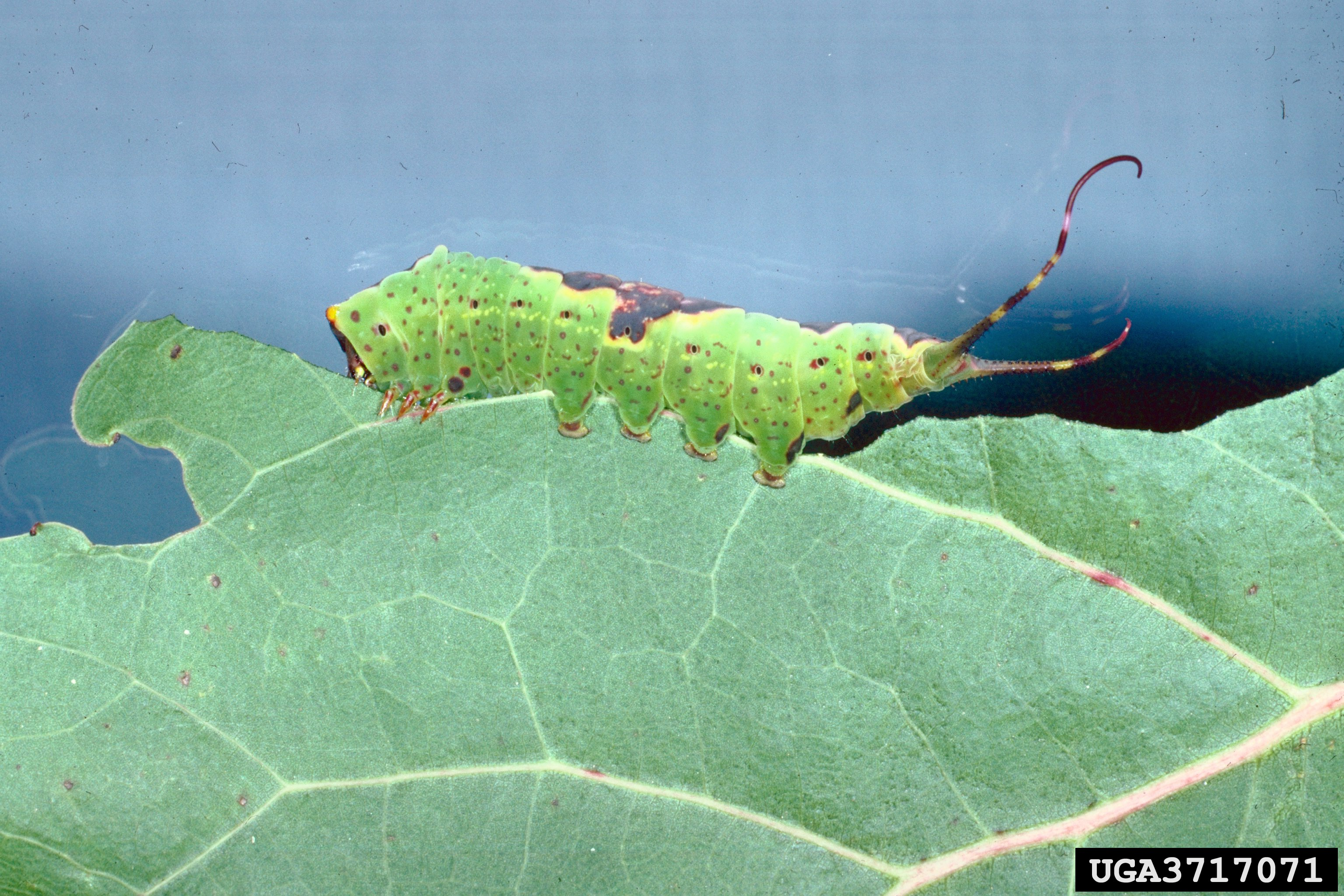
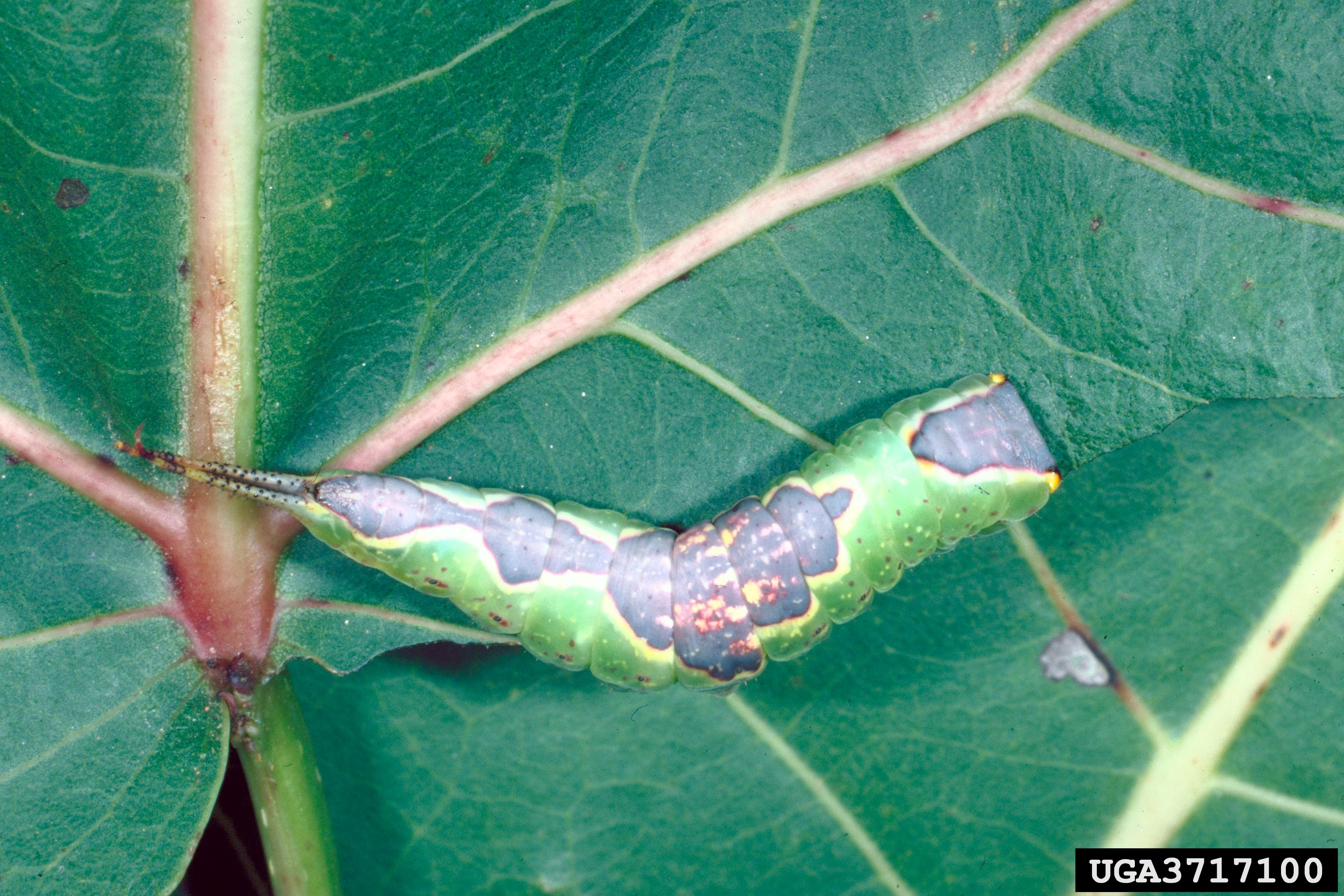